# Frank Richardson (acteur)
Ne doit pas être confondu avec Frank Richardson (footballeur anglais) ou Frank Richardson (réalisateur).
Frank Richardson (de son vrai nom Frank Atwood Richardson) est un acteur américain né à une date inconnue, et mort le 14 février 1913 à Murrieta Springs (Californie).

## Filmographie partielle
- 1911 : Stability vs. Nobility
- 1911 : One of Nature's Noblemen
- 1911 : Told in the Sierras
- 1911 : It Happened in the West
- 1911 : An Evil Power
- 1911 : The Profligate
- 1911 : The Novice
- 1911 : The Regeneration of Apache Kid
- 1911 : Shipwrecked
- 1911 : The Artist's Sons
- 1911 : On Separate Paths
- 1911 : The Coquette
- 1911 : Range Pals
- 1911 : Their Only Son
- 1911 : Captain Brand's Wife
- 1911 : A Spanish Wooing
- 1911 : The Night Herder
- 1911 : The Still Alarm
- 1911 : The Right Name, But the Wrong Man
- 1911 : A Frontier Girl's Courage
- 1911 : Lieutenant Grey of the Confederacy
- 1911 : In the Days of Gold
- 1911 : The Blacksmith's Love
- 1911 : George Warrington's Escape
- 1911 : Evangeline
- 1911 : For His Pal's Sake
- 1911 : The Little Widow
- 1911 : A Modern Rip
- 1911 : The Bootlegger
- 1912 : Bessie's Dream
- 1912 : The Price He Paid
- 1912 : The Love of an Island Maid
- 1912 : The Price of Art
- 1912 : The Professor's Wooing
- 1912 : The Indelible Stain
- 1912 : The Pity of It
- 1912 : The Trade Gun Bullet
- 1912 : The Great Drought
- 1912 : An Assisted Elopement
- 1912 : The Fisherboy's Faith
- 1912 : The Old Stagecoach
- 1912 : Kings of the Forest
- 1912 : Shanghaied
- 1912 : As Told by Princess Bess
- 1912 : The Millionaire Vagabonds
- 1912 : In Exile
- 1912 : A Crucial Test
- 1912 : A Messenger to Kearney
- 1912 : The Cowboy's Adopted Child
- 1912 : The Junior Officer
- 1912 : Sammy Orpheus ou The Pied Piper of the Jungle
- 1912 : The Vintage of Fate
- 1912 : The Vow of Ysobel
- 1912 : Pansy
- 1912 : The Box Car Baby
- 1912 : The Bandit's Mask
- 1912 : The Danites
- 1912 : Harbor Island de Lem B. Parker